# Kárahnjúkar-Kraftwerk

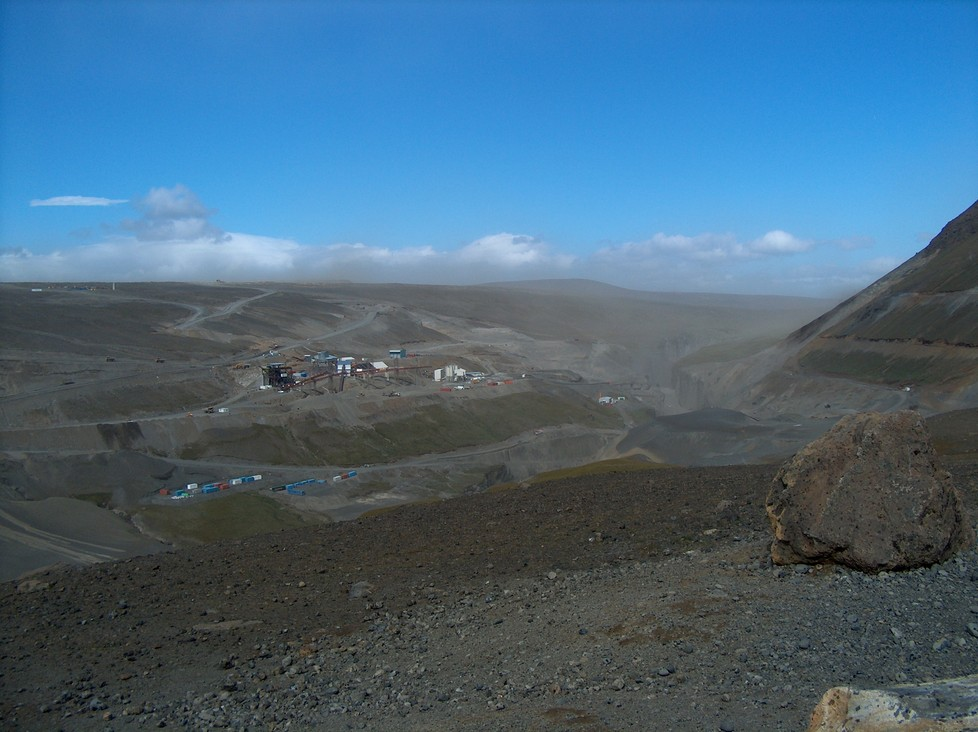
Die Baustelle des Kraftwerks

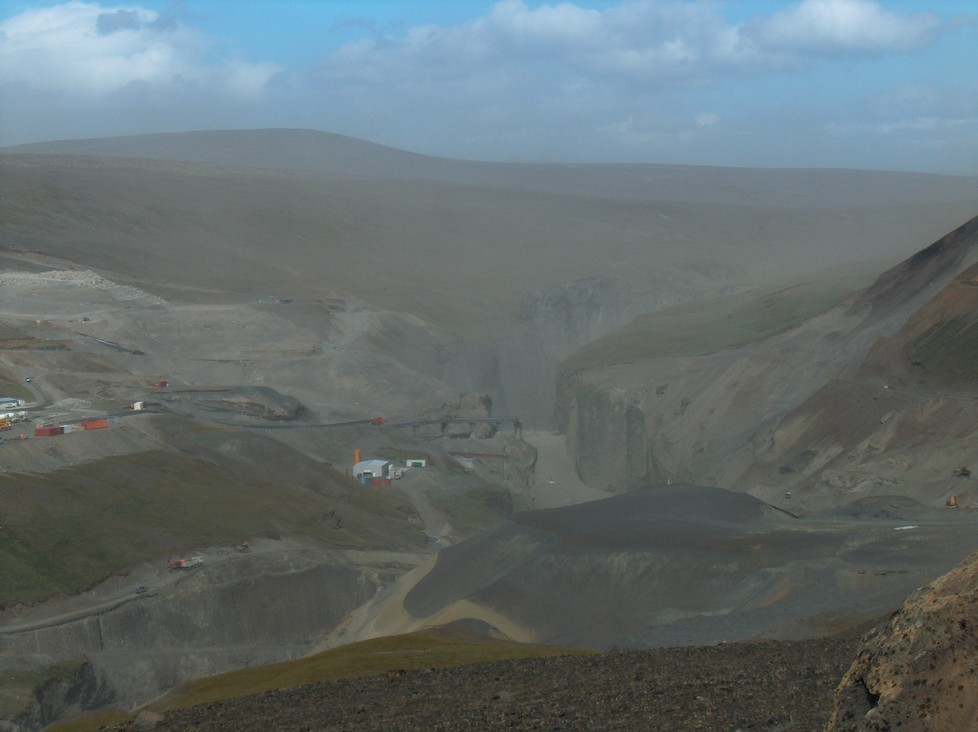
Die Baustelle des Kraftwerks

Das Kárahnjúkar-Kraftwerk (isl. Kárahnjúkavirkjun oder auch Fljótsdalsstöð) ist ein Wasserkraftwerk im Osten Islands.
Mit einer Leistung von 690 MW, einem Stausee mit einer Fläche von 57 km² und einem Hauptstaudamm mit einer Länge von 700 m und einer Höhe von 198 m ist es eines der größten Wasserkraftwerke Europas.
Pro Jahr kann es 4800 GWh liefern.

## Konstruktion
Das Wasser zweier Flüsse, Jökulsá á Brú (= Jökulsá á Dal) und Jökulsá í Fljótsdal wird in drei Reservoiren (Hálslón, Ufsalón und Keldulón) gespeichert.
Von dort wird es über zwei 40 km und 13 km lange Tunnel mit einem Durchmesser von etwa 7,5 m und 6 m zum Kraftwerk geleitet. Die Tunnel haben eine geringe Neigung zum Wassertransport in ein anderes Tal, um dort eine größere Fallhöhe gegenüber der reinen Staudammhöhe zu erreichen. Nach einer Zusammenführung der Tunnel wird der Wasserfluss etwa 800 m vor dem Kraftwerk in zwei gleich große Tunnel mit einem Durchmesser von jeweils ca. 4 m getrennt. Nach einer Steinfalle, die die Kraftwerksturbine vor mitgerissenen Steinen schützen soll, geht der Tunnel in einen nahezu senkrechten Druckstollen über zum Kraftwerk. Erst auf den letzten Metern Strecke wird dabei einen Höhenunterschied von 420 m überwunden. Kurz vor der Richtungsänderung in die Senkrechte machen die Wassertunnel eine Kurve, die mit einem Exit-Portal versehen ist. Bei einer Schnellabschaltung des Kraftwerks können die kilometerlangen Zulauftunnel durch dieses Tor entwässert werden.
Aufgrund der Länge der Tunnel wurden diese von mehreren Seiten gleichzeitig gebaut. Zum ersten Mal wurden dabei auf Island Tunnelbohrmaschinen eingesetzt, die in diesem Fall direkt in den Fels gebohrt haben ohne eine Auskleidung einzubauen.
Am 28. September 2006 wurde das Wasser im Hálslón erstmals aufgestaut.
Das Wasser wird über die Jökulsá í Fljótsdal in das Lagarfljót geleitet und fließt aus diesem in den Atlantischen Ozean.

## Zweck
Das Kraftwerk liefert Energie für das Aluminiumwerk Fjarðaál der Firma Alcoa bei Reyðarfjörður (ca. 100 km nordöstlich).
Es wurden dadurch mehrere hundert Arbeitsplätze in Ostisland geschaffen.
Unter Umständen soll das Aluminiumwerk in den nächsten Jahren noch vergrößert werden.
Der Bau des Kraftwerks erfolgte größtenteils durch ausländische Firmen, darunter auch dem Hochtief-Konzern aus Essen und Impregilo S.p.A. aus Italien.
Der Betreiber ist das isländische Energieversorgungsunternehmen Landsvirkjun.

## Kritik
Durch den Bau gingen große Naturflächen verloren, auf denen etwa die Rentiere in Island den Winter verbrachten.
Der Stausee befindet sich im Herzen der zweitgrößten unberührten Naturfläche, die etwa 1000 km² beträgt.
Auch die politischen Entscheidungen, die zum Bau geführt haben, sind nicht unumstritten.
So kam es zuletzt im Herbst 2006 zu Aufregungen in isländischen Medien und im Parlament, als in einem Interview des Alcoa-Vorstands Alain J. P. Belda mit einer brasilianischen Zeitung bekannt wurde, dass der staatliche isländische Energieversorger und zukünftige Dammbetreiber Landsvirkjun Alcoa angeblich nur einen Preis von etwa 15 Dollar je Megawattstunde berechnet, wesentlich weniger als isländische Bürger oder Firmen üblicherweise zahlen müssen.
Landsvirkjun bezeichnete den genannten Preis als zu niedrig, Alcoa nahm den Artikel von seiner Webseite und entschuldigte sich bei Landsvirkjun für die entstandene Verwirrung.
Der tatsächliche Preis wurde bislang nicht veröffentlicht.
Der Wert dieses Kraftwerks beträgt 65 % des Wertes aller Kraftwerke des Energieversorgungsunternehmens. Es erwirtschaftet aber nur 32 % der Umsätze.
Das Kraftwerk wurde am 30. November 2007 offiziell in Betrieb genommen.
Bis dahin waren mehr als eine Milliarde Euro in den Bau geflossen.
Hinzu kamen noch weitere Kosten für die Infrastruktur.